# 몬티 홀 문제

세 개의 문 중에서 1번 문 뒤에 차가 있을 것이라 선택했을 때, 진행자는 3번 문 뒤에는 염소가 있음을 보여주면서 1번 문 대신에 2번문을 선택하겠냐고 물었다.

몬티 홀 문제(영어: Monty Hall problem)는 미국의 TV 게임 쇼 《거래를 합시다(Let's Make a Deal)》에서 유래한 퍼즐이다. 퍼즐의 이름은 이 게임 쇼의 진행자 몬티 홀의 이름에서 따온 것이다. 퍼즐의 내용은 다음과 같다.
세 개의 문 중에 하나를 선택하여 문 뒤에 있는 선물을 가질 수 있는 게임쇼에 참가했다. 한 문 뒤에는 자동차가 있고, 나머지 두 문 뒤에는 염소가 있다. 이때 어떤 사람이 예를 들어 1번 문을 선택했을 때, 게임쇼 진행자는 3번 문을 열어 문뒤에 염소가 있음을 보여주면서 1번 대신 2번을 선택하겠냐고 물었다. 참가자가 자동차를 가지려할 때 원래 선택했던 번호를 바꾸는 것이 유리할까? 

이때 진행자는 자동차와 염소가 어떤 문에 있는지 알고 있기 때문에, 진행자가 자동차가 있는 문을 여는 일은 절대 발생하지 않는다.

## 몬티 홀 문제의 딜레마적 상황
대부분의 사람들은 자신의 선택을 바꾸지 않는다. 사회자가 염소가 있는 문을 열어주었기 때문에 정답을 맞출 확률이 3분의 1에서 2분의 1로 늘어났다고 생각하기 때문이다. 하지만 이러한 생각은 옳지 않다. 선택을 바꾸는 것이 자신이 처음에 한 선택을 유지하는 것 보다 유리하다. 몬티 홀 문제에서 딜레마를 유발하는 생각은 총 3가지로 다음과 같다. 1. 남은 문은 두 개이니, 선택을 바꾸든 바꾸지 않든 동일한 확률을 가진다.(이지선다를 반복할 경우, 50% : 66.66%+33.33%=100% => 100%÷2지선다 반복=50%) 2. 선택을 바꾸는 것이 퀴즈에서 이겨 자동차를 상품으로 받을 가능성을 높게 만든다.(선택 변경 시 승률은 66.66%) 3. 선택을 바꾸지 않는 편이 더 낫다.(선택 고수 시 승률은 33.33%)

## 풀이
몬티 홀 문제에서 참가자는 선택을 바꾸는 것이 유리하다. 처음 선택한 번호를 바꾸지 않을 때 자동차가 있는 문을 선택할 확률은 1/3이지만, 처음 선택한 번호를 바꾸면 확률은 2/3으로 증가한다.
X를 자동차가 있는 문의 번호, Y를 참가자가 처음 고른 문의 번호, 진행자가 연 문의 번호를 M이라고 하자. 참가자가 1번 문을 골랐을 때 사회자가 3번 문을 열었다고 가정하자. 선택을 바꾸었을 경우, 2번 문 뒤에 자동차가 있을 확률은 조건부 확률과 베이즈 정리를 이용하여 계산할 수 있다.
{\displaystyle P(X=2|Y=1,M=3)={\frac {P(M=3|X=2,Y=1)P(X=2|Y=1)}{P(M=3|Y=1)}}}
처음에는 자동차를 고를 확률이 1/3이지만 사회자가 문을 열어주면 내가 선택하지 않은 문에 자동차가 있을 확률은 2/3다. 그리고 이 문제는 확률을 구하는 것이기 때문에 선택을 바꾸어야 한다.
{\displaystyle ={\frac {1\times {\frac {1}{3}}}{{\frac {1}{2}}\times {\frac {1}{3}}+1\times {\frac {1}{3}}+0\times {\frac {1}{3}}}}={\frac {2}{3}}}
이를 그림으로 나타내면 다음과 같다.
| 자동차가 1번 뒤에 있을 때                               | 자동차가 1번 뒤에 있을 때                               | 자동차가 2번 뒤에 있을 때                                                                 | 자동차가 3번 뒤에 있을 때                                                                 |
| 참가자가 1번 문을 선택했을 때                           | 참가자가 1번 문을 선택했을 때                           | 참가자가 1번 문을 선택했을 때                                                             | 참가자가 1번 문을 선택했을 때                                                             |
| ------------------------------------------------------- | ------------------------------------------------------- | ----------------------------------------------------------------------------------------- | ----------------------------------------------------------------------------------------- |
| 참가자가 1번 문을 선택했고 자동차가 1번 문 뒤에 있을 때 | 참가자가 1번 문을 선택했고 자동차가 1번 문 뒤에 있을 때 | 참가자가 1번 문을 선택했고 자동차가 2번 문 뒤에 있을 때                                   | 참가자가 1번 문을 선택했고 자동차가 3번 문 뒤에 있을 때                                   |
| 참가자가 1번 문을 선택했고 자동차가 1번 문 뒤에 있을 때 | 참가자가 1번 문을 선택했고 자동차가 1번 문 뒤에 있을 때 | 참가자가 1번 문을 선택했고 자동차가 2번 문 뒤에 있을 때                                   | 참가자가 1번 문을 선택했고 자동차가 3번 문 뒤에 있을 때                                   |
| 사회자는 두 문 모두 열 수 있다.                         | 사회자는 두 문 모두 열 수 있다.                         | 사회자는 3번 문을 열 수밖에 없다.                                                         | 사회자는 2번 문을 열 수밖에 없다.                                                         |
| 참가자가 1번 문을 선택하고 사회자가 2번 문을 열었을 때  | 참가자가 1번 문을 선택하고 사회자가 3번 문을 열었을 때  | 참가자가 1번 문을 선택하였고 자동차가 2번 문 뒤에 있기에 사회자는 3번 문을 열 수밖에 없다 | 참가자가 1번 문을 선택하였고 자동차가 3번 문 뒤에 있기에 사회자는 2번 문을 열 수밖에 없다 |
| 참가자가 1번 문을 선택하고 사회자가 2번 문을 열었을 때  | 참가자가 1번 문을 선택하고 사회자가 3번 문을 열었을 때  | 참가자가 1번 문을 선택하였고 자동차가 2번 문 뒤에 있기에 사회자는 3번 문을 열 수밖에 없다 | 참가자가 1번 문을 선택하였고 자동차가 3번 문 뒤에 있기에 사회자는 2번 문을 열 수밖에 없다 |
| 선택을 바꿔서 꽝 1/6(1/3X1/2)                           | 선택을 바꿔서 꽝 1/6(1/3X1/2)                           | 선택을 바꿔서 당첨 1/3                                                                    | 선택을 바꿔서 당첨 1/3                                                                    |
| 선택을 바꿔서 꽝 1/3                                    | 선택을 바꿔서 꽝 1/3                                    | 선택을 바꿔서 당첨 2/3                                                                    | 선택을 바꿔서 당첨 2/3                                                                    |

역 몬티홀 문제를 통한 풀이도 가능하다.
3개의 문 중 2개의 문을 참가자가 선택, 참가자가 선택한 문 중 꽝인 문을 사회자가 확인시켜준다.(사회자는 꽝의 위치를 아는 상태) 사회자가 선택의 변경을 질문했을 때, 어떤 선택이 유리한가?
이때의 해답은, 변경하지 않는다 쪽이 반대로 66.66% 승률이다. 최초 2개의 문을 선택할 때 이미66.66% 승률인 상태에서, 꽝인 문을 열어줬을 뿐이니, 선택을 바꾸지 않는다. 선택을 바꾸는 순간 33.33% 승률로 바뀐다.
100개의 문으로 확장하면, 99개의 문을 선택한 상태에서 사회자가 꽝 98개의 문을 열어준 상태에서,바꾸지 않았을 때의 승률은 99%이다.

## 오해의 해소
많은 사람들이 오해하는 것 중 하나는 이 문제에서 3개의 선택지 중에서 1개를 개방해서 비어있다는 사실을 알게되면 나머지 2개의 선택지가 각각 50% 확률로 상품을 가질 것이라고 생각하는 것이다. 그런 생각이 왜 잘못되었는지 증명하겠다. 
3개의 선택지 중 1개를 선택한다면 33.3%의 확률로 상품을 얻게 된다. 반면에 2개의 선택지 중 1개를 선택한다면 50%의 확률로 상품을 얻게 된다. 즉 참가자의 선택이 비어있는 문을 개방하기 전에 이루어지는지 개방된 후에 이루어지는지에 따라 문제가 아예 달라진다. 그 이유는 참가자가 아무런 선택을 하지 않은 상태에서 3개의 선택지 중 비어있는 문을 1개 개방한다면 이 행동은 어떠한 선별력 없이 단순히 선택지가 3개에서 2개로 줄어들기만하여 참가자에게 선별적인 도움이 되지 않으며 원래 3개의 선택지 중 1개를 선택하는 문제에서 2개의 선택지 중 1개를 선택하는 문제로 변형되기 때문이다. 그래서 만약 이런 경우라면 남은 2개의 선택지는 각각 50%의 확률로 상품을 가지는 것이 맞지만 참가자가 먼저 선택한 뒤에 남아있는 선택지 중 사회자가 상품이 없는 것을 선별하여 문을 여는 경우에는 얘기가 달라진다. 참가자가 선택한 1개의 문은 33.3%의 확률로 상품을 가지게 된다. 참가자가 선택하지 않은 나머지 문은 합해서 66.6%의 확률로 상품을 가지게 된다. 사회자는 참가자가 선택하지 않은 나머지 2개의 문 중 비어있는 문을 선별해서 열어야만 한다. 이 말은 곧 남은 2개의 선택지 중에 정답이 있다는 가정하에 사회자가 개방할 수 있는 2개의 문은 각각 50%의 확률로 상품을 가진다는 의미이며 사회자가 비어있는 문을 열어주는 행동은 곧 정답을 남겨주게 되므로 나머지 문 중에서 사회자가 열지 않은 문은 100%의 확률로 상품을 가지게 된다. 확률적으로 참가자는 3번의 시도를 할 경우 1번의 성공, 2번의 실패를 할 것이므로 최종적으로 참가자에게 주어지게 되는 최초의 선택지와 변경 가능한 유일한 선택지는 각각 33.3%와 66.6%의 정답률을 가지게 된다. 그렇기에 참가자가 선택을 변경한다면 66.6%의 확률로 상품을 얻게 되는 것이다.

## 몬티 홀 딜레마와 행동 경제학
몬티 홀 딜레마는 인간이 합리적 선택을 한다는 전통 경제학의 가정의 허를 찌르는 사례로 유명하다. 전통 경제학에 따르면, 인간은 합리적이고 이성적인 존재이므로 언제나 자신의 이익을 위해 행동하므로 이러한 인간이 몬티 홀 문제를 풀면 사람들은 모두 선택을 바꾸어야 한다. 

## 참고 문헌
- 수학백과
- 수학산책
- 한경 경제용어사전